# Personale Positionsfindung
Die Personale Positionsfindung (PP) ist eine phänomenologische Methode der Existenzanalyse zur Behandlung von Passivierungsgefühlen wie etwa bei Angst, Depression oder generalisierenden Annahmen. Sie wurde in den Jahren 1984 bis 1987 von Alfried Längle entwickelt. Die Aktivierung der Person und Festigung ihres Willens geschieht über das Beziehen von Stellungnahmen, wodurch die Methode zu den primär stützenden Verfahren zählt. Als Vorläuferin der Personalen Existenzanalyse teilt sie mit ihr eine formale Analogie, stellt aber inhaltlich eine Ausgestaltung ihres zweiten Schrittes (authentische Restrukturierung) dar.
Die Schritte im Einzelnen (z. B. bei einem ängstlichen Gefühl: man könnte nicht ernst genommen werden; oder bei einem depressiven Gefühl: „Weil alle anderen besser sind, bleibe ich zu Hause“):
| PP1 | Position nach außen: fest-stellen“, was real der Fall ist („Stimmt es?“ – „Woran sehe ich das? – „Was kann real passieren?“). Die Realitätsprüfung führt zu Abgrenzung, situativer Entflechtung und Schutz. |
| PP2 | Position nach innen: „sich ein-stellen“ auf die eigenen Kräfte/Fähigkeiten und Selbst-Distanzierung von den eigenen Ansprüchen („Könnte ich das Negative nur einmal aushalten?“). Führt zur inneren Freigabe. |
| PP3 | Position zum Positiven: sich dazu-stellen“ zum Wert, um den es einem in der Situation geht (authentische Motivation, Selbst-Transzendenz) mit Fragen wie: „Um was geht es mir eigentlich? – Was ist mir wichtig? – Was will ich? Führt zur Stärkung der personalen Intentionalität. PP3 deckt sich weitgehend mit Viktor Frankls Methode der Dereflexion. |